# Franz Xaver von Montfort

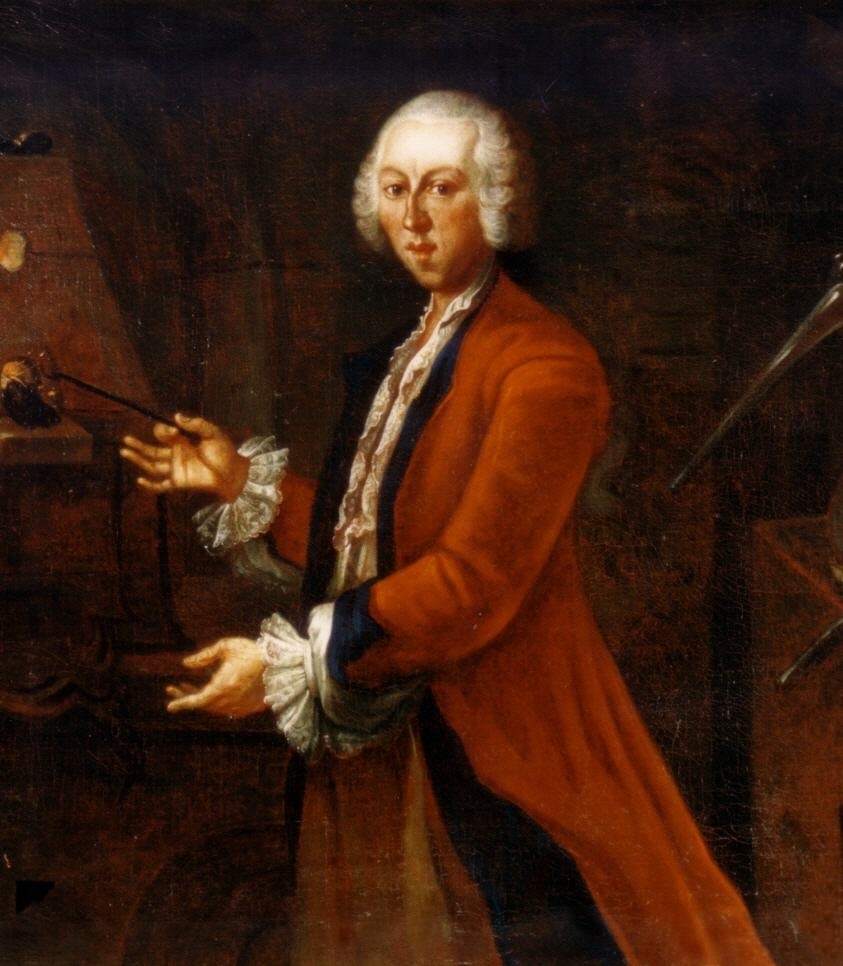
Graf Franz Xaver von Montfort dargestellt als Alchemist

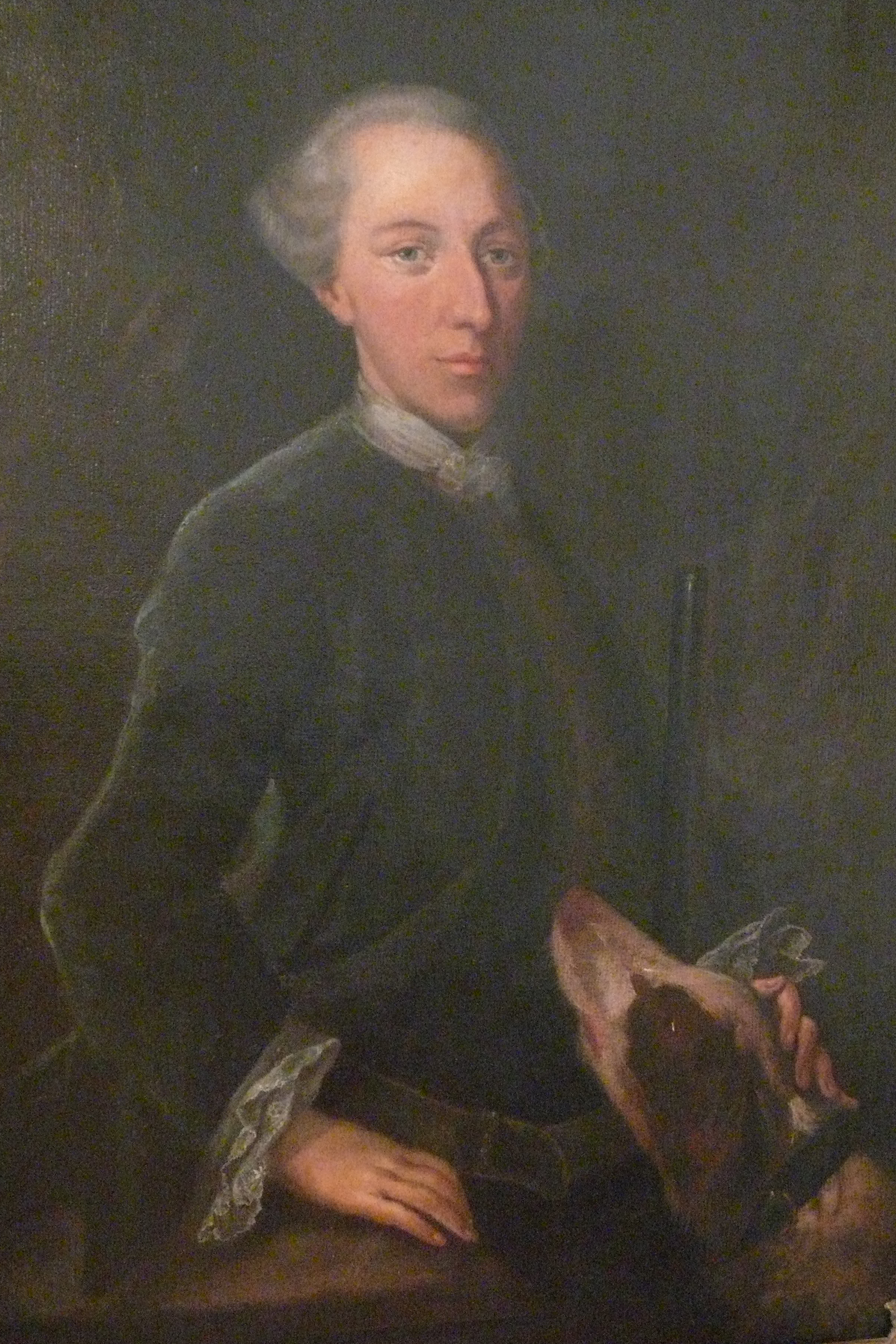
Graf Franz Xaver von Montfort auf einem Porträt von Angelika Kauffmann

Graf Franz Xaver von Montfort (* 3. November 1722; † 24. März 1780) war der letzte regierende Graf aus dem Hause Montfort vor der Übernahme der Grafschaft durch Österreich.

## Leben und Wirken
Graf Franz Xaver von Montfort war der Sohn von Graf Ernst von Montfort (* 20. Januar 1700; † 17. März 1759) und Enkel von Graf Anton III. von Montfort (1670–1733). Er übernahm 1759 beim Tod seines Vaters die Herrschaft. Vier Jahre später, 1763, ließ er die Münzstätte Langenargen schließen. Er behielt allerdings die Münzstätte mit allem Zubehör, in der Hoffnung, zu einem späteren Zeitpunkt dort wieder Münzen zu prägen. Ein zeitgenössisches Gemälde stellt ihn als Alchemisten und Goldmacher dar, vermutlich als Referenz zu seinen Vorfahren, die in der Münzstätte Langenargen seit der Kipperzeit minderwertige Münzen geprägt hatten, wenn die Absatzmöglichkeiten außerhalb des eigenen Landes gut waren, egal ob in Gold, Silber oder Kupfer.
Es gelang ihm, die nach dem Brand von 1753 ins Stocken geratenen Bautätigkeiten seines Großvaters am Schloss Tettnang fortzusetzen. Er verpflichtete die besten Künstler des Bodenseeraums und ließ die Innenräume kostbar ausstatten. Er beauftragte Maler wie Franz Martin Kuen, Andreas Brugger und Joseph Johann Kauffmann mit seiner Tochter Angelika Kauffmann sowie Stuckateure wie Joseph Anton Feuchtmayer, Johann Georg Dirr, Andreas Moosbrugger, Caspar David Gigl, die teilweise, wie im Fall von Jakob Emele bis 1771 auf ihre Bezahlung warten mussten.
1764 verkaufte er das Hochgericht und die forstliche Obrigkeit der Herrschaft Liebenau für 36.000 Gulden an das Kloster Weingarten. Er versuchte, die drohende Zahlungsunfähigkeit der Grafschaft durch den Verkauf der Herrschaft Argen für 800.000 Gulden an Bayern zu verhindern, aber dieses wurde 1769 durch den Einspruch des Hauses Habsburg verhindert. Franz Xaver konnte die Herrschaft nicht mehr retten und musste 1779 seinen ganzen Herrschaftsbereich gegen Schuldenerlass und eine jährliche Rente von 6.000 Gulden an Österreich verkaufen.
Er starb 1780 als letzter regierender Graf aus dem Hause Montfort noch vor der Übernahme der Grafschaft durch Österreich am 22. August 1780. Er wurde in der Wallfahrtskapelle Mariabrunn beigesetzt.